# Caenagnathasia
Caenagnathasia là một chi khủng long, được P. Currie Godfrey & Nessov mô tả khoa học năm 1994.